# Søren Rasmussen (politiker)
 For alternative betydninger, se Søren Rasmussen. (Se også artikler, som begynder med Søren Rasmussen)
Søren Rasmussen (født 6. december 1972 i Kolding) er en dansk politiker valgt for Dansk Folkeparti. Han er medlem af Kolding Byråd og forhenværende medlem af Regionsrådet for Syddanmark.

## Tidlige år
Søren Rasmussen er født den 6. december 1972 i Kolding. Søn af den tidligere socialdemokratiske borgmester Bent Rasmussen og hustru Annalise Rasmussen.

## Ægteskab og uddannelse
Søren Rasmussen er gift med Judit Brøndum Rasmussen (née Szilas) født den 29. august 1978 i Kaposvár, Ungarn. De har sammen fire børn.
Søren Rasmussen er uddannet speditør ved firmaet H. Daugaard A/S på Kolding Havn.

## Politik
Søren Rasmussen var oprindelig socialdemokrat. Han blev medlem af Danmarks Socialdemokratiske Ungdom i 1987 og formand for lokalafdelingen i Kolding 1990 til 1992. I november 2004 skiftede Søren Rasmussen parti og meldte sig ind i Dansk Folkeparti. Søren Rasmussen blev valgt til Kolding Byråd for første gang, ved valget i november 1993. Han var første viceborgmester 2010-2021 og er anden viceborgmester fra 2022.
Søren Rasmussen stillede op til regionsrådsvalget i november 2013, men blev ikke valgt. Han blev dog første suppleant og blev medlem af Regionsrådet for Syddanmark den 24. august 2015, da Peter Kofod udtrådte af Regionsrådet, idet han ved Folketingsvalget 2015 var blevet Folketingsmedlem.
Søren Rasmussen blev valgt til Regionsrådet for Syddanmark ved valget i november 2017. Han genopstillede ved valget i november 2021, men opnåede ikke genvalg. Han blev i stedet første suppleant for Dansk Folkeparti.
Søren Rasmussen meddelte, den 22. februar 2022, at han agtede at stille op til Folketinget for Dansk Folkeparti. I august 2022 offentliggjorde Dansk Folkeparti sine kandidater til det forestående Folketingsvalg og her var Søren Rasmussen udpeget, som kandidat i begge de to valgkredse i Kolding. Søren Rasmussen opnåede ikke at blive medlem af Folketinget, ved valget den 1. november 2022. I Sydjyllands Storkreds valgtes Peter Kofod for Dansk Folkeparti, mens Søren Rasmussen blev 1. suppleant. Søren Rasmussen indtrådte 10. august 2023 som midlertidigt folketingsmedlem som stedfortræder for Peter Kofod, som har fået bevilliget orlov fra Folketinget. Orloven er planlagt til at vare omkring et halvt år.

## Hædersbevisninger
- Søren Rasmussen blev udnævnt til Ridder af Dannebrogsordenen i forbindelse med Kolding Byråds møde den 18. december 2018.[18]
- Søren Rasmussen fik tildelt Danmarks-Samfundets guldnål, den 9. marts 2019.[19]